# Jinniu
För andra betydelser, se Jinniu (olika betydelser).
Jinniu är ett stadsdistrikt i Chengdu i Sichuan-provinsen i sydvästra Kina.